# Georg Broe
Georg Alfred Broe (2. januar 1923 – 1998) var en dansk tegner og maler.
Broe blev bl.a. kendt for sine satiretegninger, der blev bragt i Dagbladet Arbejderen. Siden 1960'erne udstillede han jænvligt sine surrealistiske malerier på Charlottenborg.